# Amanitas
Amanitas est un groupe féminin de dream pop et rock alternatif chilien, originaire de Santiago. Il est formé par Jose (Josefa Hidalgo, guitare et chœurs), Lou (Lorena Guerra, chœurs) ; Natti (Natalia Pérez, chant et batterie) ; Manul (Manuela Reyes, basse) et Pau (Paula Rojas, claviers).

## Biographie

### Débuts (2013-2014)
La formation est née à Santiago, en 2013, comme groupe d'improvisation. À cette période, le groupe, avec la chanteuse Lou et sans Paula aux claviers, compose un album intitulé Sale el mundo a gritar, dont le morceau-titre leur donnera un prix Altazor de la « meilleure chanson urban ».
Au cours de l'année 2014, les cinq membres qui composent désormais le groupe sont dédiés à l'expérimentation musicale et vivent une recherche sonore, où l'improvisation musicale et lyrique sont les protagonistes de la création de nouveaux morceaux. C'est ainsi qu'à la fin de cette année, ils composent et lancent la chanson Aventurar ; une ode à l'amour transgressif.

### Anónima(2014-2016)
Aventurar est suivie par quatre autres chansons, qui composeront l'EP Anónima. Il est financé par un financement participatif et se compose de 5 chansons, dont trois sont des singles : Aventurar, Aguadaba et Masacre. Anónima est publié en mai 2016 à la salle Master, le même mois que la représentation de Mon Laferte au Teatro Cariola.
En juillet de cette année, le groupe part en tournée en Chine. Ils jouent dans les villes de Beijing, Shenzhen, Guangzhou et Guiyang ; participant au China-Latin America Caribbean 2016 Year of Cultural Exchange et au Guiyang Music Festival,,. Les morceaux interprétés pendant leur passage en Chine sont, en grande partie, nouveaux et issus d'un prochain album, intitulé Amor celeste imperial.

### Amor celeste imperial(depuis 2016)
En décembre 2016, elles sortent le single intitulé Me desvelo, premier de leur prochain album intitulé Amor celeste imperial. Le clip est réalisé par Alexis Matus et interprété par Andrea Fuentes. 
En avril 2017, elles participent au festival Surfbeats à Pichilemu, tourne au Mexique entre mai et juin et joue au FIMPRO, Indie Rocks, Fiesta de la Música et au Rock por la vida. Les 20 et 24 juin 2017, elles participent à la tournée Amárrame Tour de Mon Laferte au Chili, au Teatro Caupolicán, de Santiago, et au Casino Enjoy à Viña del Mar, respectivement. Le 5 juillet, elles sortent le deuxième single, Tu sonido. Le clip est publié sur la chaîne officielle YouTube du groupe le 9 juillet ; il est réalisé par Gabriela Toro, et met en vedette les chanteurs Natti Pérez et Nicolás Sandoval.
Entre le 11 et le 14 octobre, elles effectuent une tournée espagnole appelée #GIRACELESTE, les amenant à Madrid, Tolède et Séville,. Le 22 novembre, elles publient le troisième single, intitulé Cuéntame, à travers un clip sur YouTube, et est, le 29 novembre, publié sur les plateformes de streaming et de téléchargement.
Leur deuxième album, Amor celeste imperial, est publié le 7 décembre 2017 sur les sites de téléchargement, et comprend neuf morceaux.

## Style musical
Le style musical du groupe est défini par le groupe comme un mélange moderne de rock alternatif, trip hop, sadcore, dream pop et de pop.
Les paroles traitent de sujets surréalistes et imaginaires.

## Discographie

### Albums studio
- 2013 : Sale el mundo de gritar!
- 2017 : Amor celeste imperial

### EP
- 2015 : Anónima

### Singles
- 2014 : Aventurar
- 2015 : Aguadaba
- 2015 : Masacre
- 2016 : Me desvelo
- 2017 : Tu sonido
- 2017 : Cuéntame
- 2018 : Aveluz